# Совет провинций Судана
Совет провинций Судана (араб. مجلس الولايات السوداني‎; Maǧlis al-Wilāyāt) — верхняя палата парламента Судана с 2005 по 2019 год.
Она была создана в рамках Всеобъемлющего мирного соглашения (ВМС), целью которого было прекращение многолетней гражданской войны между суданским правительством и повстанческими группировками на юге Судана. ВМС предусматривало создание двухпалатного национального законодательного органа, состоящего из Совета штатов и Национальной ассамблеи.
Национальный законодательный орган, включающий Совет провинций, был распущен 11 апреля 2019 года после свержения президента Омара аль-Башира и его партии Национальный конгресс в результате военного переворота. За переворотом последовали месяцы протестов и борьбы за власть между военными и гражданскими группами, что в конечном итоге привело к формированию переходного правительства в августе 2019 года.
В августе 2020 года между военными и гражданскими лидерами Судана было достигнуто соглашение о разделении власти, которое открыло путь к формированию переходного правительства с совместным военно-гражданским правящим советом. Соглашение также предусматривало формирование нового законодательного органа — Суверенного совета, который будет выполнять функции временного законодательного органа страны до проведения выборов.